# Hygrotus fumatus
Hygrotus fumatus är en skalbaggsart som först beskrevs av Sharp 1882.  Hygrotus fumatus ingår i släktet Hygrotus och familjen dykare. Inga underarter finns listade i Catalogue of Life.